# Henri Le Fauconnier
Henri Le Fauconnier, född 5 juli 1881 i Hesdin, död 25 december 1946 i Paris, var en fransk konstnär känd för att tillhöra pionjärerna inom fauvismen och kubismen.

## Biografi
Henri Le Fauconnier flyttade från sin hembygd i norra Frankrike till Paris 1901 för att läsa juridik. Efter en tid ändrade han bana och började studera måleri, bland annat vid Académie Julian. Han deltog vid den kända Salon des indépendants 1904. Hans tidiga måleri är fauvistiskt, influerat av gruppen Les Nabis och Matisse, men det förändrades mot kubism efter att han tagit intryck av Cézannes verk. Vid Salon des Indépendants 1911 orsakade Le Fauconnier och hans kolleger Fernand Léger, Robert och Sonia Delaunay, Jean Metzinger och Albert Gleizes skandal med sina kubistiska målningar. 
Le Fauconnier betraktades som en ledande person bland de så kallade ”Montparnasse-kubisterna” vilket gjorde att han fick en livlig och fruktbar kontakt med andra europeiska avantgarde-konstnärer. Kandinskij inbjöd honom att skriva en teoretisk text till Neue Künstlerverein i München och hans målningar reproducerades i skrifter av Der Blaue Reiter som exempel på deras konstriktning. Hans deltog i flera utställningar med avantgarde-konstnärer i Moskva.
Åren runt 1910 undervisade Le Fauconnier vid Académie de la Palette i Paris och hade bland andra svenskarna Vera Nilsson, Agnes Cleve och John Jon-And som elever. En annan känd elev var ryskan Vera Muchina.
Vid första världskrigets utbrott var Le Fauconnier i Nederländerna och blev kvar i sex år. Hans konst hade nu utvecklats till en blandning av kubism och expressionism, en stil som till viss del influerade den samtida holländska konsten. Han återvände till Frankrike 1920 och kom att arbeta i en mer realistisk och mindre nyskapande riktning.
En landskapsmålning i olja, vilken funnits på Museum Folkwang i Tyskland sedan 1912, beslagtogs som entartete Kunst av nazistiska myndigheter 1937. Samlaren Emanuel Fohn bytte 1939 till sig den ur det statliga lagret. Efter ytterligare ett par privata ägare lyckades Museum Folkwang 1983 köpa tillbaka verket för 30 000 DM.
Le Fauconniers konstnärliga verk, som till stor del är åsidosett och bortglömt i Frankrike, återfinns i dag framförallt i samlingar på Stedelijk Museum i Amsterdam, Gemeentemuseum i Haag, Eremitaget i St Petersburg och han finns representerad vid Moderna museet.

## Galleri

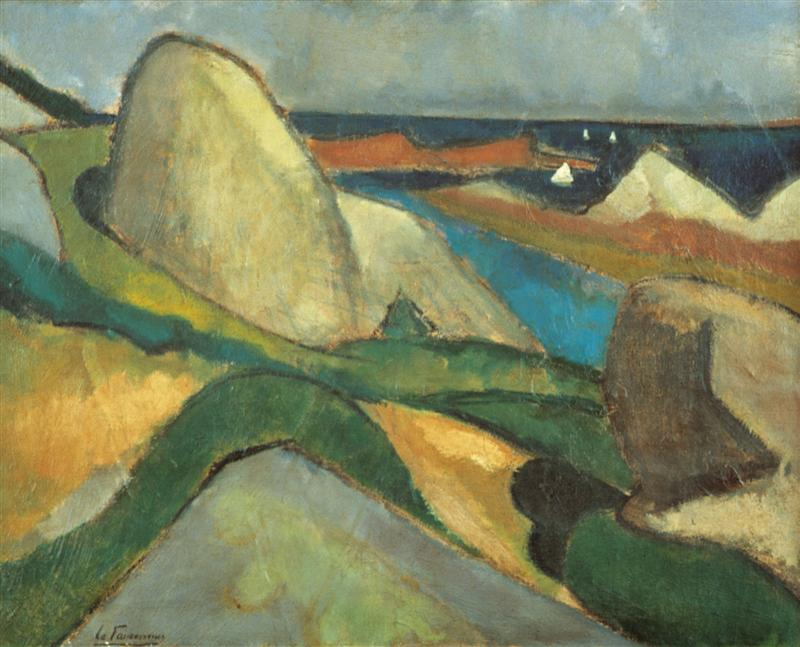
Ploumanac’h (1908) Museum Kranenburgh Bergen
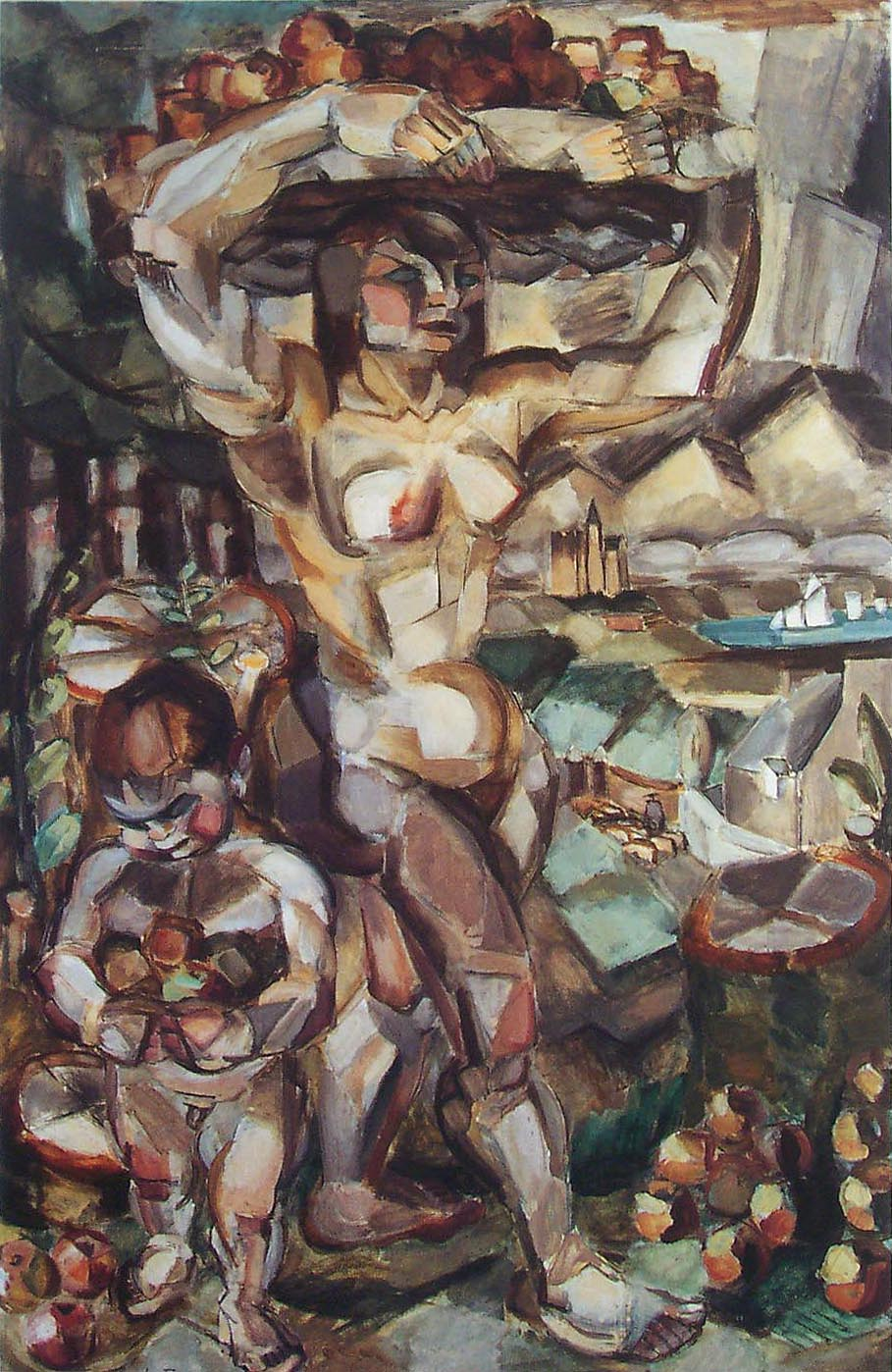
L'Abondance (1910-1911) Gemeentemuseum Den Haag
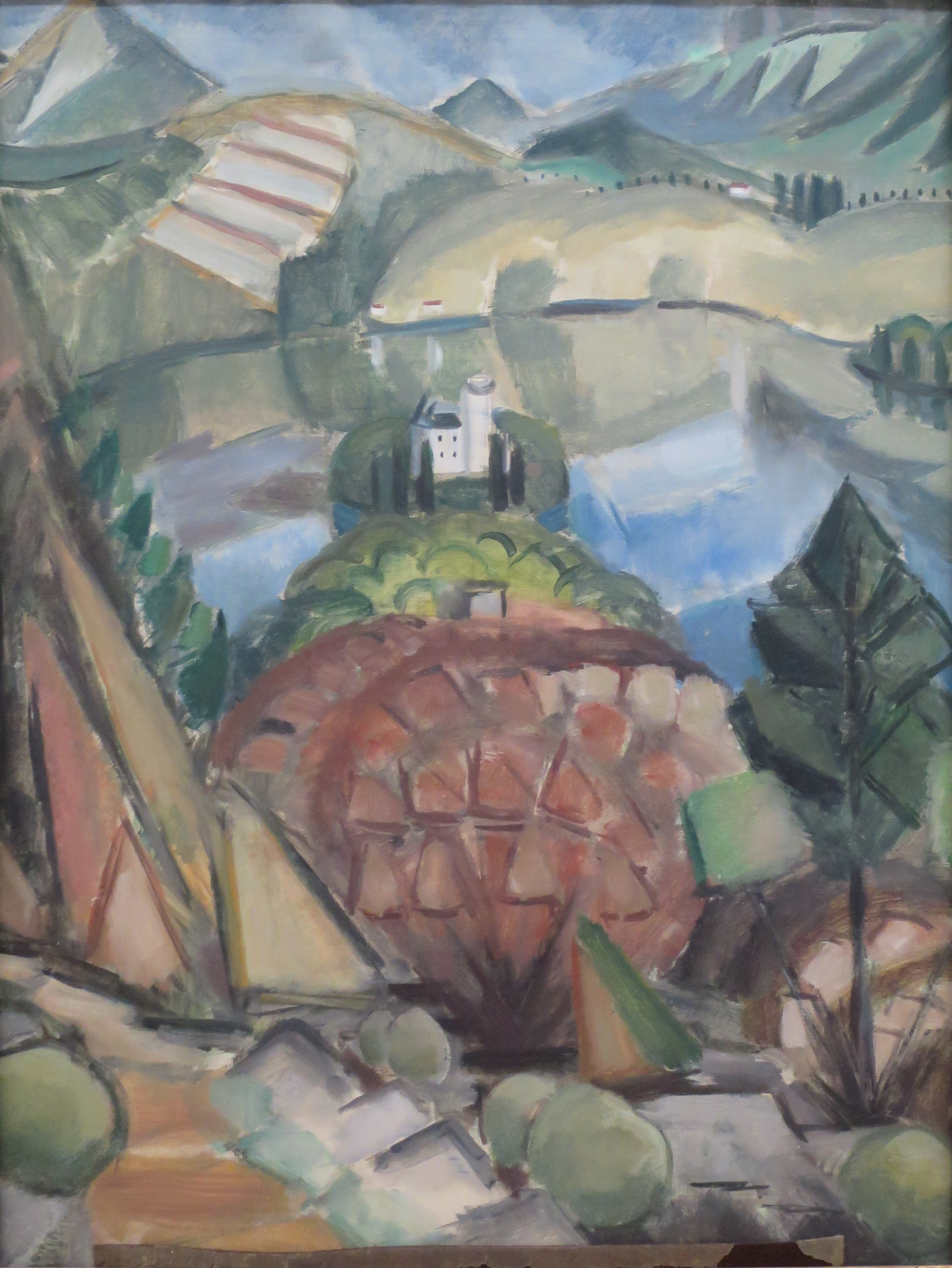
Lac (1911) Eremitaget
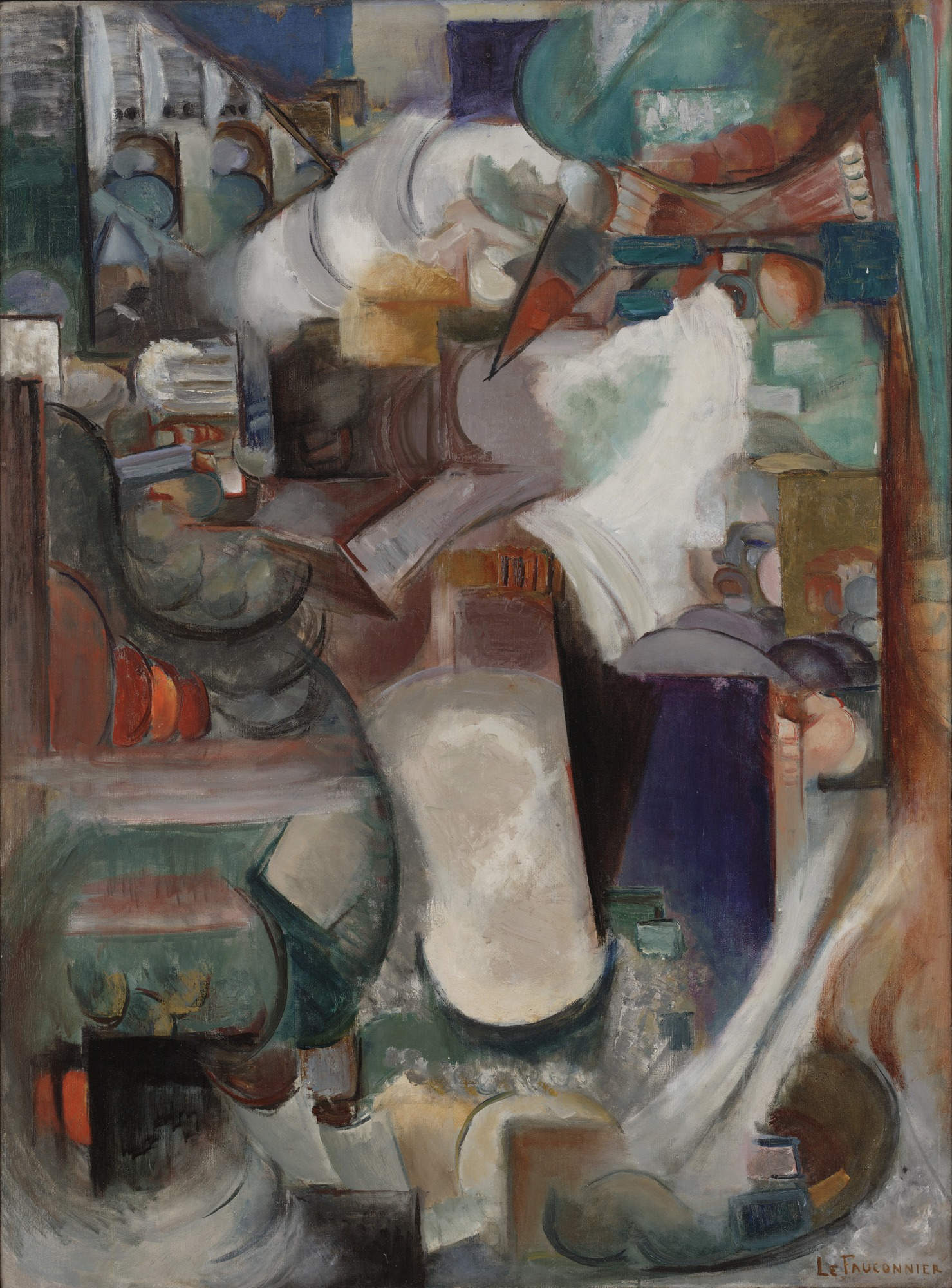
Le Chasseur / The Hunter (1912) Museum of Modern Art
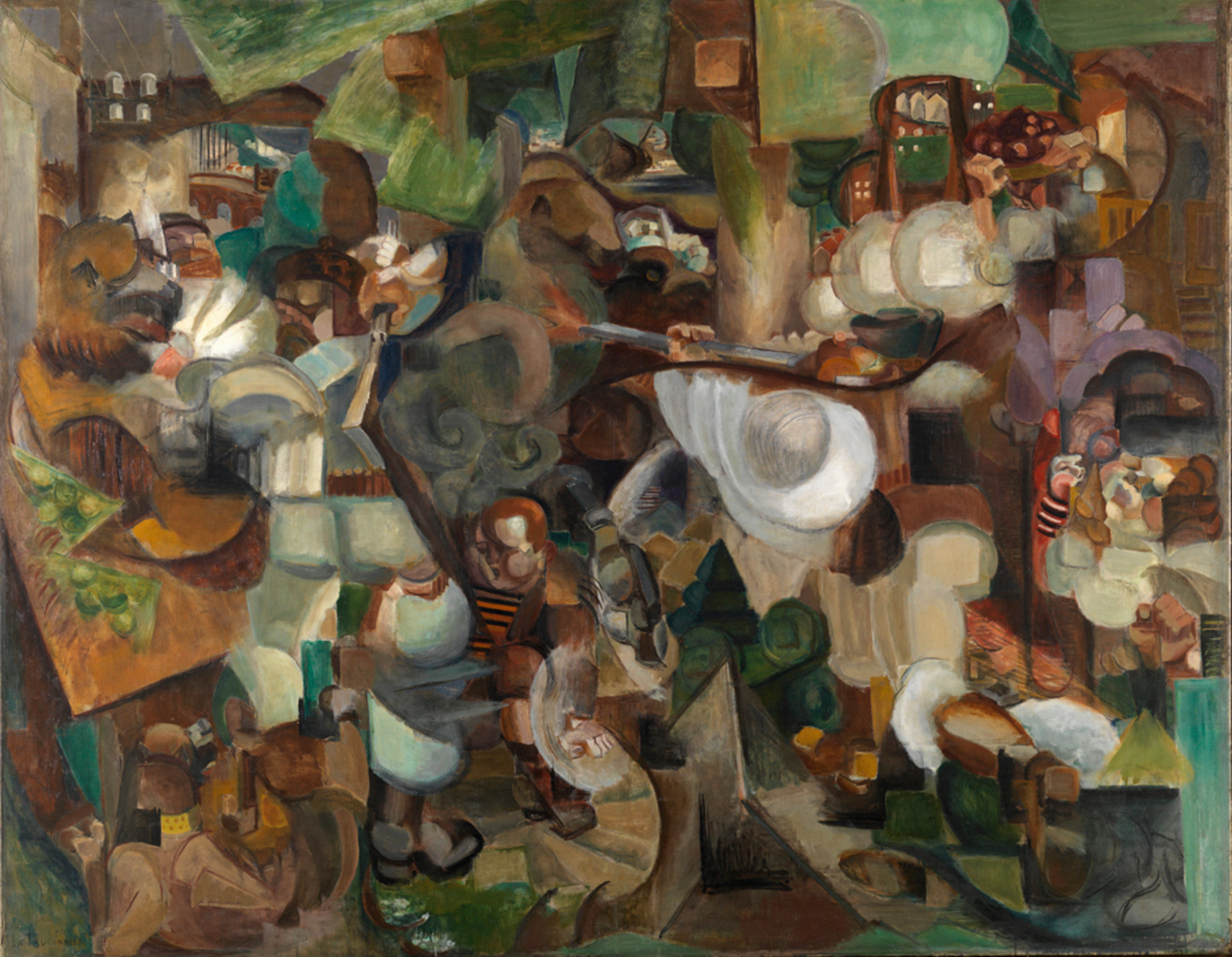
Les Montagnards attaqués par des ours (1912) Rhode Island School of Design Museum
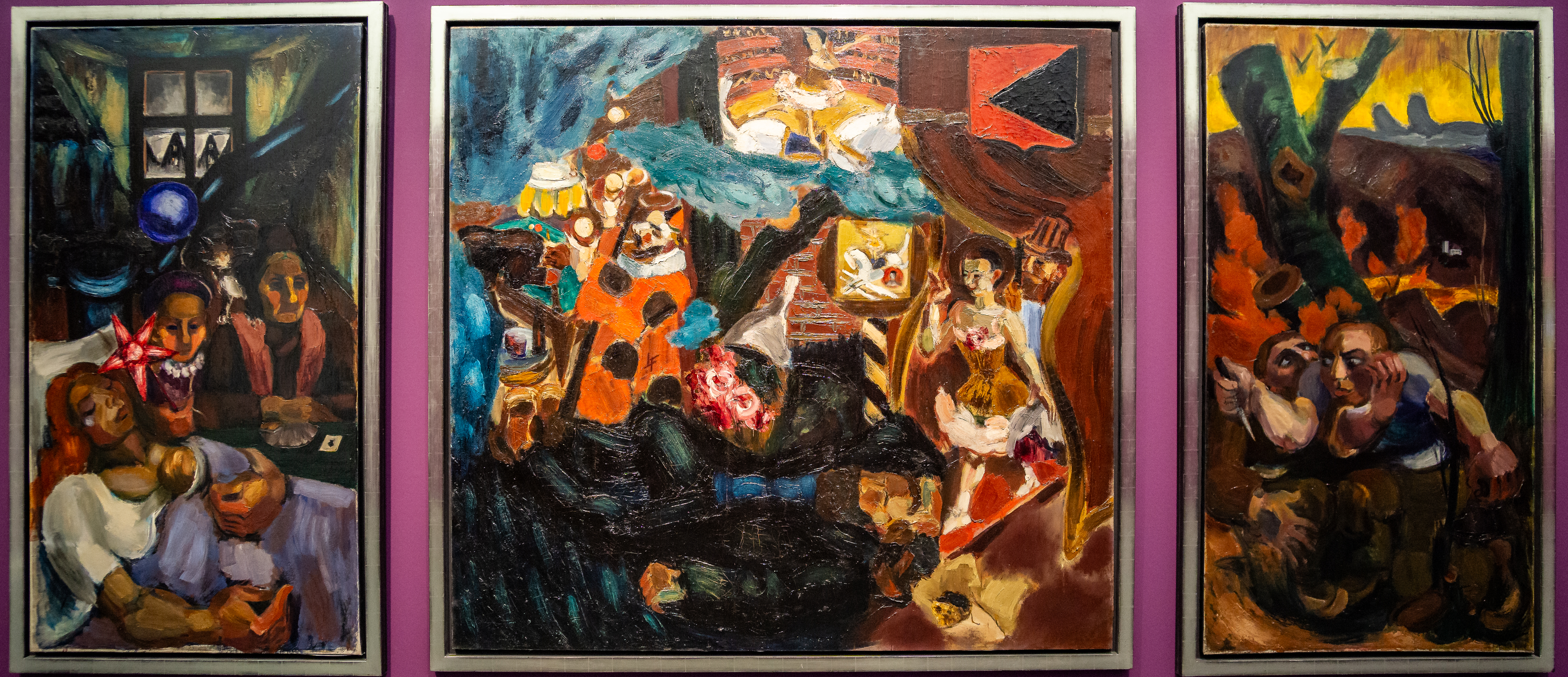
Der Traum des Vagabunden (1916-1917), triptyk Singer Laren i Laren